# Wanderer W22
La Wanderer W22 è un'autovettura di fascia medio-alta prodotta dalla Casa tedesca Wanderer dal 1933 al 1934, e fino al 1938 se si contano anche le sue dirette evoluzioni commercializzate come W240 e W40.

## Caratteristiche
Introdotta nel 1933 in sostituzione della W20, la W22 rimane ancor oggi uno degli esempi più citati di collaborazione tra la Casa di Chemnitz e lo studio di progettazioni fondato pochi anni prima a Stoccarda da Ferdinand Porsche. Tale collaborazione, attiva già da poco dopo la nascita dell'ufficio Porsche, portò alla realizzazione di un motore a 6 cilindri costruito utilizzando il silumin, una lega di alluminio e silicio, con canne riportate in ghisa. L'alimentazione fu affidata ad un carburatore Solex, mentre il raffreddamento avvenne tramite una ventola azionata dall'albero a gomiti. Tale motore era caratterizzato da una cilindrata di 1950 cm³ ed erogava una potenza massima di 40 CV a 3500 giri/min. Il moto veniva trasmesso alle ruote posteriori mediante un cambio manuale a 4 marce non sincronizzato. La velocità massima era di 100 km/h.
Per quanto riguardava invece il telaio, la W22 propose una meccanica convenzionale all'avantreno, dove continuarono ad essere montate delle sospensioni ad assale rigido con balestre longitudinali semiellittiche. Più innovativo il retrotreno, che invece abbandonò l'assale rigido del precedente modello in favore di un assale oscillante con bracci semioscillanti ed una sola balestra trasversale. Novità anche nell'impianto frenante, ora di tipo idraulico, mentre nella W20 era ancora di tipo meccanico. Tale soluzione fu proposta anche nella W21, "sorella" minore della W22, ma con medesima base meccanica e motore derivato dallo stesso progetto di Ferdinand Porsche.
La W22 fu proposta inizialmente in due varianti di carrozzeria, ossia limousine e cabriolet, ma dall'inizio del 1934 si aggiunse anche una versione torpedo. Fu tuttavia possibile chiedere alla Casa costruttrice di avere il solo telaio nudo da far carrozzare a proprio piacimento presso i carrozzieri dell'epoca. Fu così che nacquero anche delle W22 con carrozzeria cabriolet a cura della Gläser di Dresda e quindi differenti dalle cabriolet previste dalla Casa. Ma nella seconda metà dello stesso anno, la W22 venne già tolta dal listino per essere sostituita dalla W240, praticamente identica al modello uscente, tranne per il fatto di possedere alcune migliorie al motore, come ad esempio l'aumento del rapporto di compressione da 6:1 a 6.4:1. Anche le carrozzeria disponibili cambiarono: la limousine fu sostituita dalla berlina a 4 luci e la cabriolet, prima a 4 luci, divenne a 2 sole luci. Continuò a rimanere in listino la versione torpedo. Le prestazioni, sia del motore che quelle velocistiche, non subirono variazioni.
Dal 1936 la W240 venne sostituita dalla W40, con la quale fu introdotto il nuovo avantreno a ruote indipendenti con doppi bracci oscillanti e ad una sola balestra semiellittica trasversale. Per quanto riguarda le varianti di carrozzeria disponibili, l'unica novità fu rappresentata dalla scomparsa della versione torpedo.
La W40 fu tolta dal listino nel 1938, ma già dall'anno precedente fu introdotta la W24, che ne avrebbe raccolto l'eredità.

## Galleria d'immagini
| Wanderer W22 limousine | Wanderer W240 berlina | Wanderer W40 cabriolet |
| ---------------------- | --------------------- | ---------------------- |
|                        |                       |                        |